# Marija Jurić Zagorka

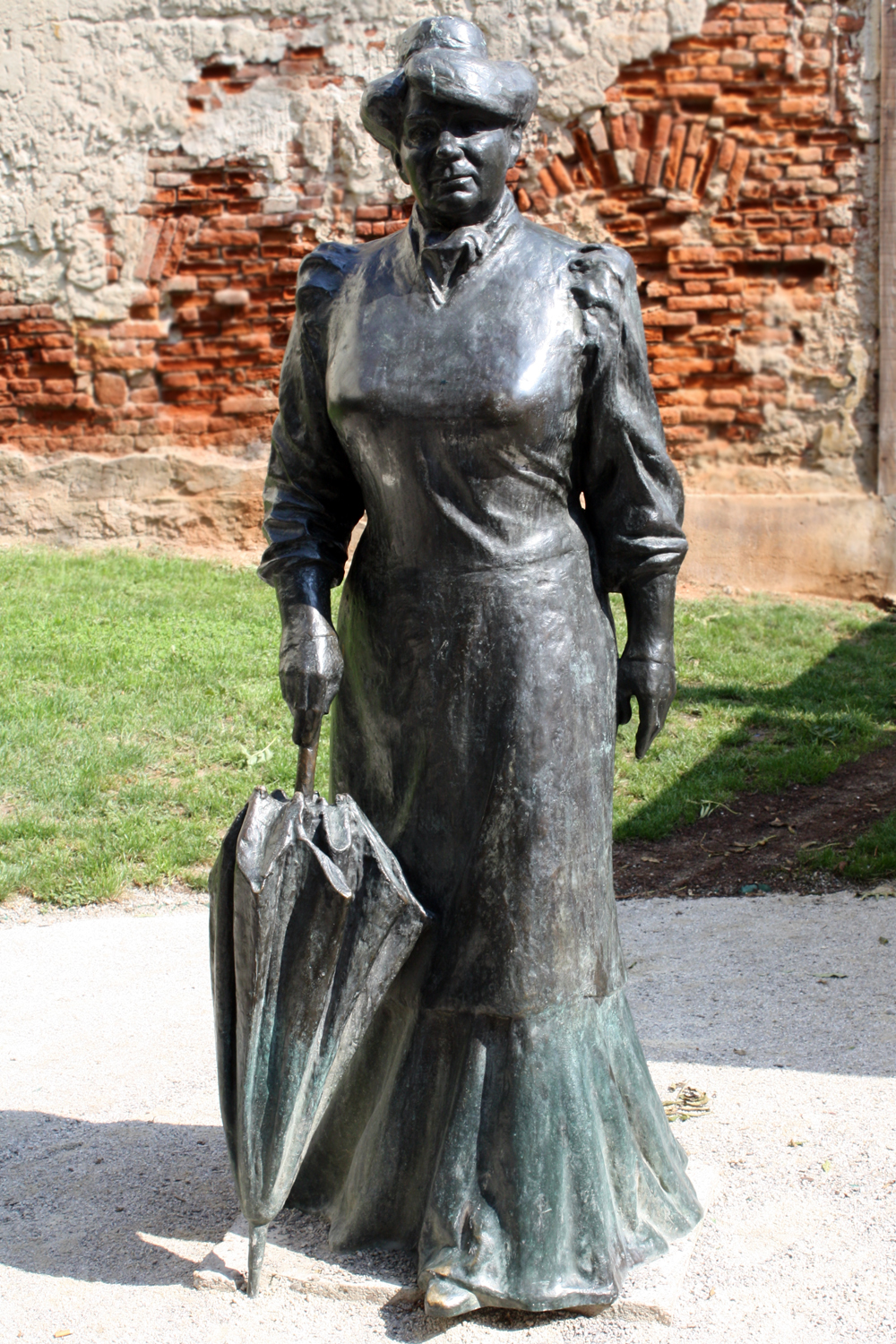
Die Bronzestatue von Zagorka in Zagreb, Bildhauer Stjepan Gračan

Marija Jurić Zagorka (*  2. März 1873 Negovec bei Vrbovec; † 29. November 1957 in Zagreb) war eine kroatische Schriftstellerin und die erste professionelle Journalistin in Kroatien.

## Leben
Sie war Mitarbeiterin des Magazins Obzor (Rundschau) und hat später die erste kroatische Frauenzeitschrift Ženski list (Frauen-Blatt), sowie Hrvatica (Die Kroatin) herausgegeben. Sie kämpfte gegen die gesellschaftliche Unterdrückung, die „Ungarisierung“ und „Germanisierung“ der kroatischen Gesellschaft, sowie für die Rechte der Frauen. Ihr Mentor in schriftstellerischen Belangen war Josip Juraj Strossmayer, welcher sie zum Schreiben ermutigte.

## Bekannte Werke
- Evica Gupčeva
- Grička vještica (7-teilige Romanreihe)
- Gordana
- Jadranka
- Kći Lotrščaka (Tochter des Lotrščak)
- Kraljica Hrvata (Königin der Kroaten)
- Kneginja iz Petrinjske ulice
- Mala revolucionarka (Die kleine Revolutionärin)
- Nevina u ludnici (Unschuldig im Irrenhaus)
- Plameni inkvizitori (Der Flammeninquisitor)
- Roblje (Die Sklaven)
- Vitez slavonske ravni (Ritter der slawonischen Ebene)